# Guardia de Hacienda
Die Guardia de Hacienda (Spanisch im übertragenen Sinne: Finanzpolizei) war eine paramilitärische guatemaltekische Polizeitruppe, die von 1954 bis 1997 existierte.

## Geschichte
Die Guardia de Hacienda wurde 1954 gegründet. Bis 1967 unterstand sie dem Finanzministerium, danach dem Innenministerium. Sie nahm vorzugsweise den Grenzschutz und Zolldienst wahr, auch in Häfen und Flughäfen. Abteilungen waren in allen 22 Departamentos Guatemalas stationiert. Die Personalstärke wuchs von ca. 1.200 Angehörigen 1968 auf 2.100 im Jahre 1982 an. Wie die Policía Nacional (Nationalpolizei) wurden Offiziere in den USA oder benachbarten Staaten ausgebildet. Die Guardia trug dunkelgrüne Uniformen mit einem Rangerhut und war teilweise mit dem US-amerikanischen M1-Karabiner ausgerüstet.
Während des Guatemaltekischen Bürgerkriegs war die Guardia offenbar in Menschenrechtsverletzungen involviert. Besonders spektakulär war der Fall des Panel Blanca oder Panel de la muerte (Weißer Lieferwagen oder Lieferwagen des Todes). Danach hatte der Generalinspekteur und 3. Direktor der Guardia, Baudilio Hichos (1953–2021), 1987/88 eine Todesschwadron geführt, die den Dienstwagen, einen weißen Ford Ecoline 350, für Entführungen, Folterungen und Ermordungen von Gegnern der Streitkräfte Guatemalas benutzte.
1997 wurde die Guardia zusammen mit der Policía Nacional aufgelöst. Die Aufgaben wurden nun von der Policía Nacional Civil übernommen. Im benachbarten El Salvador existierte mit der 1933 gegründeten Policía de Hacienda eine ähnliche Formation, die 1992 aufgelöst wurde.